# Могила Евы

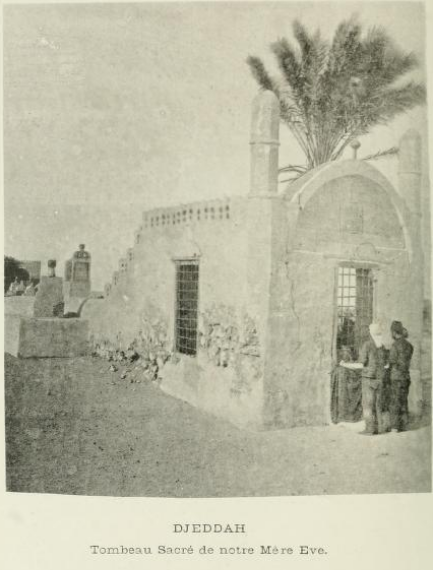
Могила Евы в 1894 году.

Могила Евы, или Гробница Хаввы (араб. مقبرة أمنا حواء‎ — Макбара уммина Хавва), — археологический объект, находящийся в Аль-Амария (араб. حي العمارية‎), одном из центральных внутригородских районов города Джидда Саудовской Аравии. Согласно мусульманской традиции почитается как захоронение Хаввы (Евы).

## Исторические сведения
Анжело Пэшэ (1864—1925), политик, путешественник и литератор, упоминает могилу Хаввы в своей книге о Джидде:
…у Хамдани (X век), который утверждает «Говорили, что Адам был в Мине, когда почувствовал желание увидеть Еву… что Ева пришла [к Адаму] из Джидды, и что он познал её на Арафате». Первым, кто говорит о гробнице Евы, находящейся в Джидде, является Идриси (середина XII века). Арабский странствующий поэт Ибн Джубайр (конец XII века), пишущий как очевидец (в отличие от Аль-Идриси, он отправился в Джидду для паломничества), утверждает, что в Джидде «есть место, имеющее древний и высокий купол, которое, как говорят, было пристанищем Евы… на её пути в Мекку»… Ибн аль-Мужавир (XIII век), а также Ибн Халликан (XIII век) проводят четкие указания на могилу Евы в Джидде. Ибн Баттута (XIV век) игнорирует вопрос в целом, а такие историки, как Табари, Масуди и др., утверждают, что, согласно традиции, Ева похоронена в Джидде, но опускают подробности о её могиле.
А вот как описывал могилу Хаввы в 1895 году сотрудник российского консульства в Джидде Шакирзян Ишаев:
Особых достопримечательностей в городе нет, исключая могилу Евы, находящуюся за городом, посреди большого кладбища. Могила праматери всех людей имеет в длину до 60 аршин, в голове поставлено что-то вроде мраморной плиты с арабскими надписями, и растет финиковая пальма, в ногах растут какие-то кустарники. Над срединой могилы построены два помещения под одной крышей: одно из них считается мечетью, а в другом имеется гробница, к которой приходят паломники и прикладываются. У выхода, снаружи, находится выдолбленный в большом камне резервуар, напоминающий собою колоду, из которой поят лошадей, в него наливают воду. Здесь живёт много шейхов, а ещё больше нищих женщин и детей; они собирают подаяние с являющихся на поклонение паломников. Как сказано выше, могилу Евы окружает кладбище…

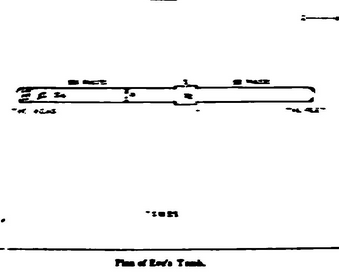
План Могилы Евы, выполненный Ричардом Френсисом Бёртоном в «Personal Narrative of a Pilgrimage to El Medinah and Meccah» (1857)

Французский географ Эмиль-Феликс Готье (1864—1940) оценивал длину гробницы в пределах 130 метров.

## Судьба памятника
Аун ар-Рафик Паша (Шериф Мекки и Амир Хиджаза в 1882–1905) пытался снести гробницу, но это вызвало общественный резонанс. После ар-Рафик высказался по этому поводу:
«Неужели вы думаете, что „наша мать“ была настолько высока? Если эта глупость является международной, пусть могила стоит».
Захоронение было уничтожено в 1928 году по указанию принца Фейсала, наместника Хиджаза, на том основании, что оно поощряло суеверия. А само место могилы было забетонировано религиозными властями Саудовской Аравии в 1975 году, по причине того, что паломники в нарушение исламских традиций молились на могиле после сезона хаджа.